# 裤衩背心帮
裤衩背心帮（英語：Chaddi Baniyan gang）是在印度部分地区活动的犯罪团伙。其帮派成员仅穿内衣进行攻击，成为名称的由来；在当地语言中，Chaddi即“短裤”或“内裤”，而Baniyan即“汗背心”。除仅着内衣外，成员亦戴着口罩，用油或泥遮盖自己，以保护自己的身份。

## 攻击
该帮派通常以5-10人的小组活动，身穿库尔塔和笼吉。白天聚集在交通枢纽或废弃的城市空间。他们伪装成乞丐或普通工人，以寻找潜在的作案目标。在前往另一个城镇之前，这些帮派会尝试从多处住宅进行盗窃。
帮派成员时常租车出行，并被怀疑抢劫寺庙。

## 身份
在多个案例中，裤衩背心帮的成员被确认为帕尔迪族部落族人。在某些情况下，罪犯包括了帕尔迪社区的成员以及其他一些人。

## 事件
该帮派的活动自1987年起就已被报道。他们在北阿坎德邦、北方邦、中央邦、哈里亚纳、德里、拉贾斯坦、特伦甘纳和安得拉邦活跃。

## 逮捕
2016年2月，裤衩背心帮成员在博里瓦利与警方对峙后被逮捕。
2016年4月4日，孟买警方在一场交火中逮捕了四名裤衩背心帮成员。

## 流行文化
2022年，印度剧情精选剧集《德里犯罪》第二季中，裤衩背心帮的成员被怀疑在德里犯下了一系列谋杀案。